# Гурзуф
Гурзу́ф, Ґурзу́ф (крим. Gurzuf) — селище в Україні, у складі Ялтинського району Автономної Республіки Крим. Курортне селище розташоване на південному узбережжі Кримського півострова і входить до складу Великої Ялти. Населення Гурзуфа становить близько 9 тисяч осіб. До категорії селищ міського типу Гурзуф був віднесений у 1929 році. З весни 2014 року окупований Росією.

## Назва
Походження назви достовірно не встановлене. Деякі дослідники вважають, що воно походить від лат. Ursus «ведмідь», оскільки поряд із містом розташована «Ведмідь-гора» — Аю-Даг). Інші вважають, що назва Ґорзув, Ґорзувіти має таврське або гото-аланське коріння і розшифровують його як «ґор дзакхь» — гірська долина, долина серед гір. Поступово топонім «Горзувіти» трансформувався в Курсаїти, Ґорзовіум, Юрзуф, Гурзуф.

## Географія

### Географічне розташування
Гурзуф розташований на південному березі Кримського півострова і адміністративно входить до Ялтинської міської ради. Від Гурзуфа до Ялти по шосе 16 км (автошлях E105), до Алушти — 19 км, до Сімферополя — 67 км, до Севастополя — 92 км. Гурзуфська долина з півдня обмежена берегом Чорного моря, зі сходу — горою Аю-Даг (570 м над рівнем моря), із заходу — схилом Нікітської яйли, який закінчується мисом Мартьян, із півночі — головною грядою Кримських гір. Територія Гурзуфської долини становить приблизно 30 км². Акваторія Гурзуфського затоки тягнеться від мису Аю-Даг на сході до мису Мартьян на заході. Між цими мисами відстань по прямій становить 9 км, берегова ж лінія простяглася приблизно на 12 км.
Висота над рівнем моря — 67 м.

### Клімат
Клімат Гурзуфської долини — сухий, субтропічний, із помірно теплою зимою і жарким, але не спекотним літом. Його відносять до середземноморського типу, оскільки він дуже подібний на клімат півдня Франції та півночі Італії.
Середньорічна температура повітря +13,0 °C. Абсолютний мінімум становить −15 °C, абсолютний максимум +39 °C. Зими як такої в Гурзуфі немає. Вона швидше нагадує глибоку осінь середньої смуги Європи. На формування клімату Гурзуфської долини істотним чином впливають два фактори — наявність теплого незамерзаючого Чорного моря та близьке розташування від берега порівняно високою головної гряди Кримських гір. Влітку море охолоджує прибережне повітря, не даючи йому сильно прогрітися, а взимку віддає йому тепло, яке накопичилося за літо. Температура морської води на глибині постійна і становить +8 °C. Влітку верхні шари води під дією сонячних променів прогріваються до +20 °C і вище. Купальний сезон (а це той час року, коли температура морської води піднімається до позначки + 18 °C і вище) триває 4 місяці — з червня по жовтень, хоча в окремі роки тимчасові його межі розширюються з травня по листопад. Так, у 1994 році він тривав практично до 1 листопада. З жовтня температура морської води починає падати і до січня опускається до +8 °C. З квітня морська вода знову прогрівається.
Для літа, особливо для липня-серпня, характерний невеликий добовий перепад температури. Вночі у цей час року температура повітря часто не опускається нижче +20 °C. У літні місяці практично відсутні опади. Річна кількість опадів у Гурзуфі становить 400—600 мм. Найбільш дощова пора року — кінець осені — перша половина зими, причому тривалих затяжних дощів практично не буває. Незважаючи на переважання опадів у зимовий період, посухи в районі Гурзуфської долини бувають рідше і коротше, ніж, наприклад, у степовій частині Криму. Сніг випадає рідко.

## Історія

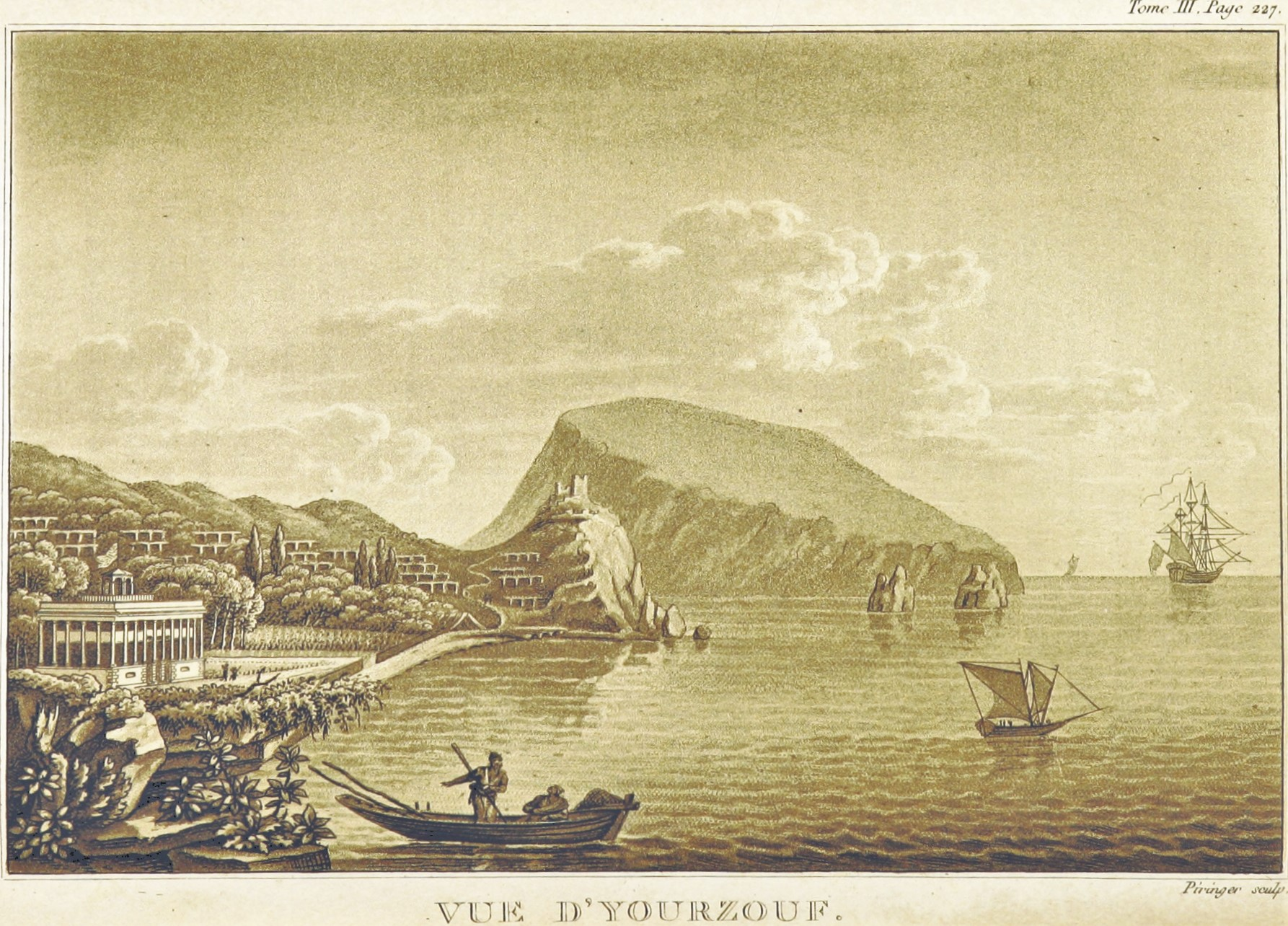
Гурзуф 1820 року

Гурзуфська долина була заселена з давніх часів. Під час археологічних розкопок у середині 1960-х років на скелі Дженевез-кая був виявлений культурний шар із залишками примітивної ліпної кераміки періоду раннього енеоліту (III тисячоліття до н. е.). Там так само був виявлений таврський культурний шар VII—VI століття до н. е. із залишками чорнолущеного ліпного посуду. Велике таврське поселення, що проіснувало з IV століття до н. е. до IV століття н. е., було розкопано в урочищі Осман біля західного схилу Аю-Дага. Як свідчать результати археологічних розкопок, Гурзуфська долина в античну добу включно до перших століть н. е. була заселена виключно таврами.
Першим письмовим джерелом, у якому згадується Гурзуф, є трактат візантійського історика Прокопія Кесарійського «Про споруди», написаний у 553–555 роках. Повідомляється що, за наказом імператора Юстиніана I були зведені «замок Алустон і замок в окрузі Горзувітський». Археологи під час розкопок 1965–1967 років встановили, що фортеця, побудована візантійцями в Гурзуфі, проіснувала понад дев'ять століть — із середини VI (за деякими джерелами будівництво почалося в IV столітті) до кінця XV століття.

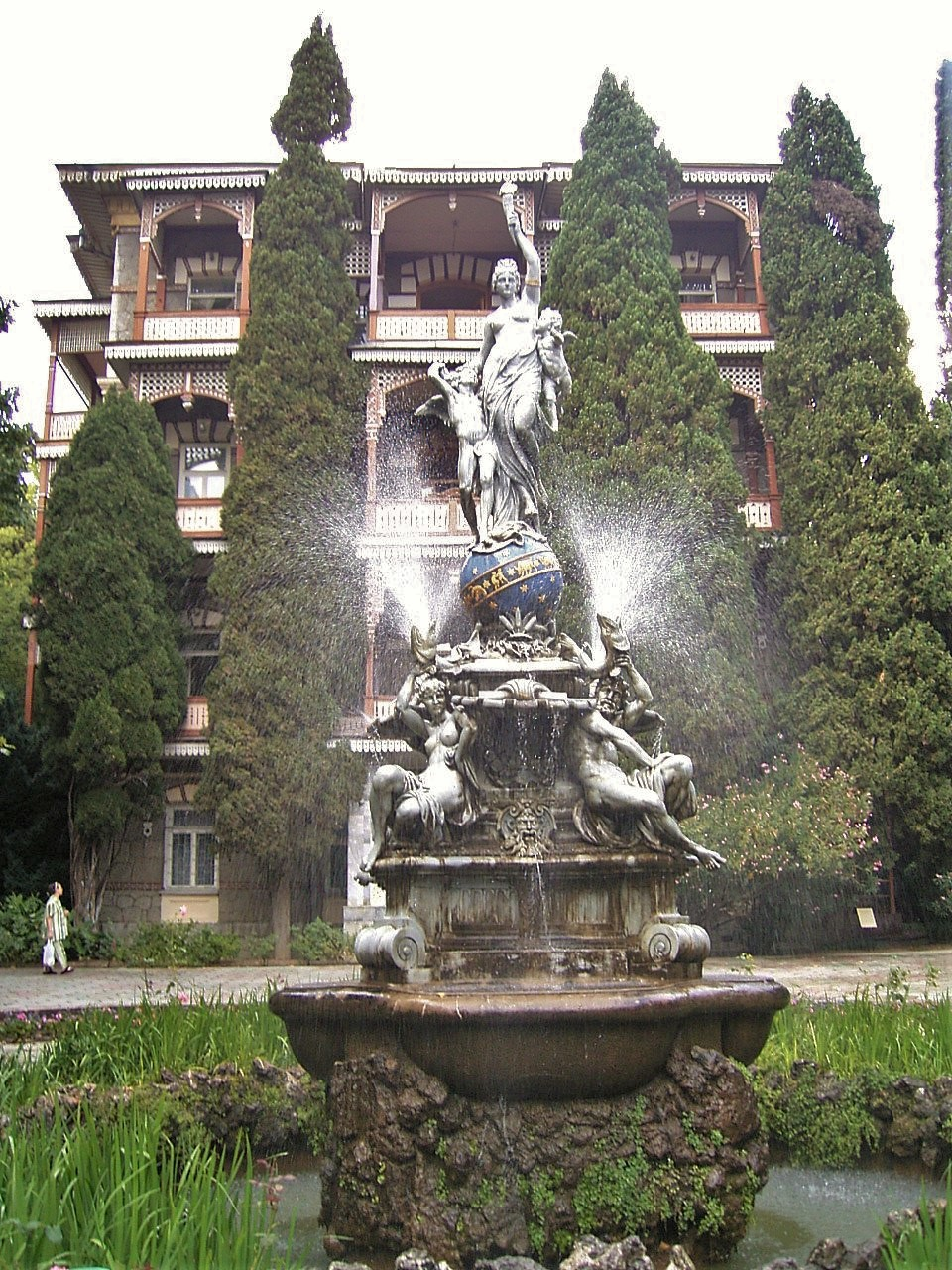
Фонтан «Богиня Ніч» у Гурзуфі

Картинки старого Гурзуфа

Кав'ярня в українському стилі у Гурзуфі. 2010 р.

Ця фортеця на скелі Дженевез-кая відігравала суттєву роль на Південному узбережжі Криму як могутній форпост спочатку візантійців, потім хозар і генуезців.
У 1903–1907 роках Микола Репніков проводив дослідження в урочищі Сууксу, де виявив могильник часів раннього середньовіччя (6—7 ст.), походження якого достеменно не встановлено.
Майже 300 років — із 1475 по 1774 роки Гурзуф, як і весь південний Крим, входив до складу володінь османських султанів. Після анексії Криму Російською імперією у 1783 році землі в районі Гурзуфа перейшли до імператорської скарбниці. На початку XIX століття вони були подаровані герцогові Арману Емманюелю де Рішельє, одному із засновників Одеси, що був тоді генерал-губернатором Новоросійського краю. Герцог Рішельє в період із 1808 по 1811 роки звів у Гурзуфі будинок. Це була кам'яна двоповерхова будівля, у той час — найбільш монументальна будівля в європейському стилі на Південному узбережжі Криму.
Цей будинок Рішельє з незначними переробками зберігся до наших днів. Він розташований на території парку відділення «Пушкіно» ПБО ГКВО «Перлина Криму» приблизно за 100 м від моря. Саме у цьому будинку у 1820 році три тижні прожив російський поет Олександр Пушкін.
Після смерті герцога Рішельє маєток у Гурзуфі перейшов до князя Михайла Воронцова, який багато зробив для розвитку Криму та особливо Південного узбережжя. Зокрема, за його ініціативою були прокладені нові дороги Сімферополь-Алушта-Ялта (1825—1837 роках) і Ялта-Севастополь (1845—1848 роках). Під час будівництва дороги Алушта-Ялта за вказівкою Воронцова від неї був прокладений також узвіз до Гурзуфа.
У 1840 році М. Воронцов продав свій маєток Івану Фундуклею, який тоді був київським губернатором. На відміну від Рішельє і Воронцова, І. Фундуклей перебував у Гурзуфі щоліта (за винятком періоду Кримської війни 1853—1856 років). Велику увагу І. Фундуклей приділяв розвитку виноградарства в Гурзуфі. Ним були завезені з Іспанії і Португалії найкращі сорти винограду і закладені великі плантації виноградників. У 1847 році в Гурзуфі був побудований великий винний підвал. У 1861 році був капітально відремонтований будинок, зведений Рішельє. І. Фундуклей багато зробив для облаштування парку в гурзуфському маєтку, де було посаджено багато екземплярів рідкісних рослин. У середині XIX століття це був один із найкращих парків на Південному узбережжі Криму.
Після смерті І. Фундуклея в кінці року маєток перейшов до двох його племінниць — Врангель і Краснокутської, а в травні 1881 року його придбав залізничний магнат П. Губонін. До ділянки, купленої у Фундуклея, Губонін незабаром додав землю князя О. Барятинського в гирлі річки Авунда.
Саме П. Губонін поклав початок розвитку Гурзуфа як курорту. Губонін завзято узявся за справу: у парку було побудовано сім готелів, ресторан, упорядкована набережна. Русло річки Авунда, що протікає парком, було обкладене камінням. Через річку прокладені пішохідні містки. У парку було встановлено п'ять фонтанів, з яких до наших днів збереглося два, — фонтани «Богиня Ніч» і «Рахіль». Зараз у будівлі ресторану розміщується їдальня санаторію «Гурзуфський».
Окрім облаштування маєтку і курорту, Губоніним багато було зроблено і для самого Гурзуфа — побудовані електростанція, аптека, поштово-телеграфна станція, лікарня. Аптека, відкрита у вересні 1888 року, функціонує до сьогодні.
У різні часи тут придбали собі дачі, зокрема художник Костянтин Коровін, письменник Антон Чехов.
У січні 1921 року курорт був націоналізований і переданий у ведення кримського Курортного управління. У 1922 році тут почало функціонувати гурзуфське відділення кримської військово-курортної станції. Зараз це — Гурзуфський військовий санаторій.
У 1925 році біля підніжжя гори Аю-Даг з'явилися перші брезентові намети піонерського табору «Артек». Вирішальним чинником при виборі місця табору були здоровий клімат, багата природа і мальовнича місцевість.

## Населення

У центрі Гурзуфа

За даними всеукраїнського перепису населення 2001 року населення території, підпорядкованій Гурзуфу становило 8 676 осіб.
Динаміка населення:
- 1805 — 179 осіб. (всі кримські татари)
- 1926 — 2 446 осіб. (1380 кримських татар, 708 росіян, 215 українців, 49 греків, 20 євреїв, 12 вірмен, 12 білорусів, 11 латишів, 8 німців, 31 особа інших національностей)
- 1939 — 6 115 осіб.
- 1989 — 11 665 осіб.
- 2001 — 8 676 осіб.

## Соціальна сфера
У Гурзуфі та його околицях діють 3 санаторії, молодіжний центр відпочинку, Міжнародний дитячий центр Артек — санаторно-оздоровчий, навчальний і культурно-просвітницький комплекс, виноградарське господарство «Гурзуф» тощо.

## Культура

### Визначні пам'ятки
- залишки середньовічної генуезької фортеці на скелі Дженевез-Кая,
- дача-майстерня російського художника К. Коровіна (з 1947 — Будинок творчості художників),
- Гурзуфський парк — пам'ятка садово-паркового мистецтва.

### Музеї Гурзуфа
- Кримський республіканський музей О. С. Пушкіна побудований у 1808–1811 роках генерал-губернатором Новоросії, герцогом Арманом Рішельє. Саме в ньому в серпні—вересні 1820 року зупинився Олександр Пушкін під час своєї подорожі Кримом. Працює з 4 червня 1989 року.
- Музей Антона Чехова в будівлі його колишньої дачі. У 1987 році, за ініціативи Олега Єфремова, будинок був відновлений, як бачив його купуючи Антон Чехов. З 1995 року дача відкрита для відвідування, як філія Будинку-музею А. Чехова в Ялті. З тих пір щорічно з квітня по листопад тут розміщується тимчасова чеховська експозиція і змінні художні виставки.
- Музейно-виставковий комплекс Міжнародного дитячого центру «Артек». Відкритий у 1973 році.

## Згадки в літературі про Гурзуф
«Гурзуф — курорт і село розляглися в 14 верстах од Ялти на схід.
Старий курорт, з великим пляжем і з розкішним парком. Посеред парку стоїть будинок, де 1820 року жив Пушкін. Перед будинком величезне дерево — платан, де поет любив відпочивати… Платан нагадує наш кленок. Тільки це не кленок, а платан…
В парку ще є й кипарис Пушкінів…
Над Гурзуфом яйла висока… Під Гурзуфом море широке…
На захід од нього, аж у саме море, нахилився й п'є воду величезний Аю-Даг…
Аю-Даг — по-татарському значить — Ведмідь-Гора.
Це той ведмідь, що його колись аллах послав покарати людей кримських за те, що вони бога забули»
Остап Вишня

## Персоналії

### Уродженці Гурзуфа
- Воскресенський Борис Михайлович — український футбольний функціонер.
- Наталія Мартиненко — мешканка Гостомеля, загинула 27 лютого 2022 року від російського обстрілу.[5]

### Пов'язані з Гурзуфом
- Айвазовський Іван Костянтинович — український живописець-мариніст вірменського походження.
- Коровін Костянтин Олексійович — російський художник, колорист.
- Остап Вишня — український письменник.
- Попович Павло Романович — льотчик-космонавт № 4, перший космонавт-українець.
- Пушкін Олександр Сергійович — російський поет, драматург та прозаїк, реформатор російської літературної мови, автор критичних та історичних творів.
- Чехов Антон Павлович — російський драматург і прозаїк українського походження.